# Giorgio I di Costantinopoli
Giorgio I (in greco Γεώργιος Α΄?; ... – gennaio o febbraio 686) è stato un arcivescovo bizantino, patriarca ecumenico di Costantinopoli dal 679 al 686. La Chiesa ortodossa lo riconosce come santo e lo ricorda il 18 agosto.